# Định lý Đào (mở rộng đường thẳng Simson)

Hình chiếu tương ứng của ba điểm Ap,Bp,Cp trên ba cạnh BC,CA,AB thẳng hàng

Định lý Đào (mở rộng đường thẳng Simson) là một định lý trong lĩnh vực hình học nói về một tính chất của đường thẳng đi qua tâm đường tròn ngoại tiếp tam giác. Đây là định lý có liên quan đến việc mở rộng định lý đường thẳng Simson do Đào Thanh Oai phát hiện và đề xuất không có chứng minh . 

## Nội dung
Cho điểm  P trên đường tròn ngoại tiếp của tam giác ABC, và một đường thẳng d đi qua tâm đường tròn đó. Ba đường thẳng AP,  BP,  CP cắt đường thẳng d tại ba điểm phân biệt Ap, Bp, Cp. Gọi A0, B0, C0 là hình chiều tương ứng của ba điểm Ap, Bp, Cp tương ứng trên ba cạnh BC, CA, AB. Khi đó A0, B0, C0 sẽ thẳng hàng..

## Tính chất
Tính chất của đường thẳng này:
- Cho hai điểm P và P' trên đường tròn ngoại tiếp, khi đó đường thẳng xác định theo định lý Đào ứng với điểm P và P' hợp với nhau một góc bằng 1/2 số đo của cung PP'[1]